# Ванкуверски НЛО инцидент 2011.
Ванкуверски НЛО инцидент 2011. (енгл. 2011 Vancouver UFO sighting) је назив за догађај који се десио у две вечери у фебруару 2011. године. Догађај се десио у америчком граду Ванкувер.

## Опис догађаја
Извештаји говоре како су се на небу изнад Ванкувера појавила љубичаста и црвена светла у раним вечерњим сатима 20. фебруара 2011. године. Такође се појавио и чудан објекат за који се говори да је НЛО. Светлио је зеленим и црвеним светлима. Наводно се појавио у седам сати увече. Следећег дана, 21. фебруара увече, сведоци су рекли како су видели објекат који лети. Сведоци су рекли како се ништа није чуло док су гледали НЛО. Током виђења НЛО-а направљена је Једна фотографија и два видеа која су снимили локални новинари.